# Gendum
Gendum, Gandum, war eine persische Masseneinheit (Gewichtsmaß). Grundlage war das Mitkal mit 4,59 Gramm
- 1 Gendum = 1/96 Mitkal/Mithqāl = 48 Milligramm (47,8125 Milligramm)

Die Maßkette war:
- 1 Mitkal = 24 Nechud/Karat = 96 Gendum